# Astragalus serpens
Astragalus serpens är en ärtväxtart som beskrevs av Marcus Eugene Jones. Astragalus serpens ingår i släktet vedlar, och familjen ärtväxter. Inga underarter finns listade i Catalogue of Life.